# Locomotiva FS 851
(Alcide Damen, Valerio Naglieri, Plinio Pirani)
Le locomotive del gruppo 851 sono state un gruppo di locomotive a vapore delle Ferrovie dello Stato (FS) italiane.
Furono progettate e fatte costruire dalla Rete Adriatica (RA) quali macchine per il servizio di linea. Nel 1905, insieme alle locomotive dei gruppi poi FS 290, 600 e 870 anch'esse ex RA, vennero inserite tra quelle che le FS reputarono meritevoli di ulteriori commesse nell'attesa del completamento dei progetti dei nuovi gruppi idonei a fronteggiare lo sviluppo del traffico viaggiatori e merci conseguente alla statalizzazione.
L'avvento delle locomotive del gruppo 940 le relegò al ruolo di locomotive da manovra. Con una distribuzione geografica complementare a quella del gruppo 835, queste "interessanti macchine" prestarono servizio fino al termine dell'era della trazione a vapore in Italia negli anni settanta.

## Premesse
Alla fine dell'Ottocento il completamento delle linee Sulmona–Isernia e Candela–Potenza e l'aumento delle composizioni dei treni e delle masse delle carrozze viaggiatori determinarono la dirigenza della Rete Adriatica al progetto di un nuovo gruppo di locomotive a vapore destinato a sostenere, collocandosi in testa o in coda ai convogli, lo sforzo di trazione delle macchine titolari specialmente sulle acclivi linee di valico. Perciò furono studiate locomotive-tender dotate di buone massa aderente, potenza e velocità e di autonomia sufficiente per quei tipi di servizi.
Inserite nel nuovo gruppo RA 270 e consegnate nel 1898 in un primo sottogruppo di 18 unità, esse furono destinate alle citate linee Sulmona–Isernia e Candela–Potenza e ai tronchi Terni–Ancona della Roma–Ancona e Pescara–Avezzano della Roma–Pescara.
I buoni risultati d'esercizio indussero a costruire un secondo sottogruppo in due distinti lotti di 18 e 24 unità, che furono consegnati fra il 1900-01 e nel 1904.
Le FS, subentrate nel 1905 alle precedenti società private, dovettero impostare rapidamente i piani di sviluppo e di rinnovo del loro parco. Mentre l'Ufficio Studi e Collaudi del Servizio Trazione progettava nuovi tipi costruttivi riprendendo anche studi precedenti, si decise di commissionare altre unità dei tipi preesistenti eventualmente con le modifiche suggerite dalla pratica dell'esercizio (gruppi FS 290, 320, 600, 630, 670, 750, 830, 851, 870, 904 e 910; inoltre si vollero saggiare le tecniche costruttive statunitensi ordinando le 20 macchine dei gruppi 666 e 720). Tra essi furono scelte le ex RA 270, che costituirono il gruppo 851 FS. La costruzione continuò fino al 1911 per complessive 207 unità, che dal 1917 vennero numerate 851.001-207.

## Progetto
Il progetto delle RA 270 fu sviluppato dall'Ufficio Studi di Firenze della Rete Adriatica e in alcuni particolari dimostra un rapporto col coevo gruppo 350 bis RA, poi FS 290
Come tipico della "scuola fiorentina" fu privilegiata la semplicità di progetto, specialmente del motore e del meccanismo della distribuzione. Tale scelta generò una significativa economicità dell'esercizio, che ebbe tra le sue conseguenze anche un marcato apprezzamento da parte del personale di macchina e di officina.
Secondo l'ingegner Bruno Bonazzelli le RA 270, poi FS 851, si possono considerare la versione migliorata delle locomotive del gruppo RA 250, poi FS 827. Il parere è condiviso da Giovanni Cornolò e da Gian Guido Turchi, che fanno notare la comune destinazione al servizio di rinforzo, in testa o in coda ai treni, sulle rampe più acclivi delle linee transappenniniche.

## Caratteristiche
Per i servizi che si prevedeva dovessero espletare su linee di montagna con pendenze fino al 28 per mille e numerosi tronchi armati con rotaie della massa di 27 kg per metro fu scelto un rodiggio (UIC) C con ruote di 1 510 mm di diametro, interasse fra le sale estreme di 4 000 mm, massa tutta aderente e un modesto carico per sala (14,3 e 14,4 t nel primo sottogruppo e 14,6 e 14,7 t nel secondo sottogruppo).
Nelle macchine del secondo sottogruppo la considerazione della possibilità di frequenti soste per il rifornimento spinse a ridurre le scorte d'acqua da 5 700 L a 5 000 L e quelle di carbone da 1,4 a 1,2 t (l'aumento della massa complessiva fu dovuto all'irrobustimento del telaio).
Il generatore di vapore era del tipo normale in uso all'epoca della progettazione. Il forno aveva una graticola con una superficie di 1,53 m². Il corpo cilindrico della caldaia era lungo (compresa la camera a fumo) 4,41 m e conteneva 213 tubi bollitori lunghi 3,2 m tra la piastra del forno e quella della camera a fumo.
La caldaia, che conteneva 2,9 m³ d'acqua, aveva una superficie di riscaldamento di 94,16 m², di cui 87,8 m² dei tubi bollitori e 6,36 m² della parte del forno sopra la graticola ("cielo del forno"). Generava vapore saturo con una produzione di 4 700 kg all'ora.
Il motore era a semplice espansione, con due cilindri esterni gemelli, aventi alesaggio di 430 mm e corsa dello stantuffo di 580 mm, meccanismo Walschaerts e distributori a cassetto.
Come le locomotive poi FS 290 tutte le 851 erano dotate di uno scappamento variabile, però del tipo "a pera".
La potenza normale era di 294 kW a 30 km/h (ciò spiega il successivo impiego nella manovre: nella trazione a vapore la potenza, e quindi il carico trainabile, è massima nell'intervallo centrale delle velocità sviluppabili).
Il primo sottogruppo fu dotato del freno a vuoto. Successivamente, in ottemperanza agli obblighi legislativi, dapprima le macchine di nuova costruzione e poi le altre furono dotate del freno ad aria compressa automatico e moderabile del tipo Westinghouse, con installazione del compressore (monostadio) sul lato destro.
Tutte le macchine erano predisposte per erogare il vapore per il riscaldamento delle carrozze viaggiatori.
Le macchine della prima fornitura avevano una cabina aperta sul lato posteriore, poi chiusa con una parete dotata di tre ampi finestrini di cui quello centrale era apribile per aumentare la ventilazione in cabina.
Gli schemi di verniciatura adottati furono quelli utilizzati normalmente prima della RA e poi delle FS. Ad alcune fu applicato lo schema, in grigio, utilizzato provvisoriamente per le riprese fotografiche a fini di documentazione dell'attività delle industrie costruttrici.

### Prestazioni
Le prestazioni assegnate dal Servizio Materiale e Trazione FS e pubblicate nelle Prefazioni generali all'orario di servizio (PGOS) erano le stesse per i gruppi 851 e 981 (fonte:):
| Categorie di velocità | Gradi di prestazione delle linee | Gradi di prestazione delle linee | Gradi di prestazione delle linee | Gradi di prestazione delle linee | Gradi di prestazione delle linee | Gradi di prestazione delle linee | Gradi di prestazione delle linee | Gradi di prestazione delle linee | Gradi di prestazione delle linee | Gradi di prestazione delle linee | Gradi di prestazione delle linee | Gradi di prestazione delle linee | Gradi di prestazione delle linee | Gradi di prestazione delle linee | Gradi di prestazione delle linee | Gradi di prestazione delle linee | Gradi di prestazione delle linee | Gradi di prestazione delle linee | Gradi di prestazione delle linee | Gradi di prestazione delle linee | Gradi di prestazione delle linee | Gradi di prestazione delle linee | Gradi di prestazione delle linee | Gradi di prestazione delle linee | Gradi di prestazione delle linee | Gradi di prestazione delle linee | Gradi di prestazione delle linee | Gradi di prestazione delle linee | Gradi di prestazione delle linee | Gradi di prestazione delle linee | Gradi di prestazione delle linee |
| Categorie di velocità | 1                                | 2                                | 3                                | 4                                | 5                                | 6                                | 7                                | 8                                | 9                                | 10                               | 11                               | 12                               | 13                               | 14                               | 15                               | 16                               | 17                               | 18                               | 19                               | 20                               | 21                               | 22                               | 23                               | 24                               | 25                               | 26                               | 27                               | 28                               | 29                               | 30                               | 31                               |
| --- | -------------------------------- | -------------------------------- | -------------------------------- | -------------------------------- | -------------------------------- | -------------------------------- | -------------------------------- | -------------------------------- | -------------------------------- | -------------------------------- | -------------------------------- | -------------------------------- | -------------------------------- | -------------------------------- | -------------------------------- | -------------------------------- | -------------------------------- | -------------------------------- | -------------------------------- | -------------------------------- | -------------------------------- | -------------------------------- | -------------------------------- | -------------------------------- | -------------------------------- | -------------------------------- | -------------------------------- | -------------------------------- | -------------------------------- | -------------------------------- | -------------------------------- |
| I Speciale | -                                | -                                | -                                | -                                | -                                | -                                | -                                | -                                | 120                              | 120                              | 110                              | 110                              | 110                              | 110                              | 100                              | 100                              | 90                               | 80                               | 80                               | 70                               | 70                               | 70                               | 70                               | 70                               | 60                               | 60                               | 60                               | 50                               | 50                               | 50                               | 50                               |
| I | -                                | -                                | -                                | 140                              | 140                              | 140                              | 140                              | 140                              | 130                              | 130                              | 120                              | 120                              | 120                              | 120                              | 120                              | 110                              | 110                              | 100                              | 90                               | 80                               | 80                               | 80                               | 80                               | 80                               | 70                               | 60                               | 60                               | 50                               | 50                               | 50                               | 50                               |
| II | -                                | -                                | -                                | 150                              | 150                              | 150                              | 150                              | 150                              | 140                              | 140                              | 130                              | 130                              | 130                              | 130                              | 130                              | 120                              | 120                              | 110                              | 100                              | 90                               | 90                               | 90                               | 90                               | 90                               | 80                               | 70                               | 70                               | 60                               | 60                               | 60                               | 60                               |
| III | 230                              | 210                              | 200                              | 180                              | 180                              | 170                              | 170                              | 170                              | 160                              | 160                              | 150                              | 150                              | 150                              | 150                              | 140                              | 130                              | 130                              | 120                              | 110                              | 100                              | 100                              | 100                              | 100                              | 100                              | 90                               | 80                               | 80                               | 70                               | 70                               | 70                               | 60                               |
| IV | 260                              | 250                              | 250                              | 230                              | 220                              | 210                              | 200                              | 190                              | 180                              | 180                              | 170                              | 160                              | 160                              | 160                              | 150                              | 140                              | 140                              | 130                              | 120                              | 110                              | 110                              | 110                              | 110                              | 110                              | 100                              | 90                               | 80                               | 70                               | 70                               | 70                               | 60                               |
| V | 330                              | 310                              | 290                              | 260                              | 250                              | 230                              | 230                              | 220                              | 210                              | 200                              | 190                              | 180                              | 180                              | 170                              | 160                              | 150                              | 150                              | 140                              | 140                              | 130                              | 120                              | 120                              | 120                              | 120                              | 110                              | 100                              | 90                               | 80                               | 80                               | 70                               | 60                               |
| VI | 390                              | 380                              | 360                              | 330                              | 290                              | 270                              | 260                              | 250                              | 240                              | 230                              | 210                              | 200                              | 190                              | 190                              | 180                              | 170                              | 160                              | 150                              | 140                              | 130                              | 120                              | 120                              | 120                              | 120                              | 110                              | 100                              | 90                               | 80                               | 80                               | 70                               | 60                               |
| VII | 490                              | 440                              | 410                              | 380                              | 350                              | 320                              | 300                              | 290                              | 280                              | 270                              | 240                              | 220                              | 210                              | 200                              | 200                              | 190                              | 170                              | 160                              | 150                              | 140                              | 140                              | 140                              | 130                              | 130                              | 120                              | 110                              | 100                              | 90                               | 80                               | 70                               | 60                               |
| VIII | 530                              | 500                              | 450                              | 420                              | 390                              | 360                              | 340                              | 330                              | 310                              | 290                              | 280                              | 260                              | 230                              | 220                              | 210                              | 200                              | 190                              | 180                              | 170                              | 150                              | 150                              | 150                              | 150                              | 140                              | 130                              | 120                              | 110                              | 100                              | 90                               | 80                               | 70                               |
| IX | 620                              | 590                              | 540                              | 500                              | 460                              | 440                              | 400                              | 390                              | 360                              | 330                              | 310                              | 300                              | 280                              | 260                              | 250                              | 240                              | 220                              | 200                              | 190                              | 180                              | 170                              | 160                              | 160                              | 150                              | 140                              | 130                              | 120                              | 110                              | 100                              | 90                               | 80                               |
| X | 750                              | 680                              | 630                              | 590                              | 550                              | 510                              | 480                              | 450                              | 420                              | 380                              | 360                              | 340                              | 320                              | 300                              | 270                              | 260                              | 240                              | 220                              | 200                              | 200                              | 190                              | 170                              | 160                              | 150                              | 140                              | 130                              | 120                              | 110                              | 100                              | 90                               | 80                               |
| La tabella contiene i carichi massimi ammessi per le diverse categorie di velocità dei treni in funzione dei gradi di prestazione delle linee ferroviarie. I valori sono espressi in tonnellate. |                                  |                                  |                                  |                                  |                                  |                                  |                                  |                                  |                                  |                                  |                                  |                                  |                                  |                                  |                                  |                                  |                                  |                                  |                                  |                                  |                                  |                                  |                                  |                                  |                                  |                                  |                                  |                                  |                                  |                                  |                                  |

## Costruzione
Le locomotive furono costruite dal 1898 al 1911 in complessive 207 unità. Numerate dapprima RA 2701-2760, poi FS 8511-8699 e 85290-86307, dal 1917 assunsero la numerazione definitiva FS 851.001-207, applicata praticamente nel 1919 (le ex RA 2732-2755 diventarono le FS 851.001-024; le ex RA 2701-2712, 2718-2731, 2713-2717 e 2756-2760, seguendo l'ordine di consegna, diventarono le FS 851.079-114).
Altre quattro macchine corrispondenti al gruppo 851 furono costruite nel 1924 dall'Ansaldo per la ferrovia Siena–Buonconvento–Monte Antico che fu riscattata dalle FS nel 1956. Le tre macchine rilevate (l'unità 02 era stata danneggiata durante il conflitto mondiale e fu demolita nel 1947) avevano la numerazione 851.01 e 03–04 e la mantennero fino alla loro radiazione che avvenne tra il 1958 e il 1961 (Peter Michael Kalla-Bishop accenna alla possibilità, non attuatasi, della loro rinumerazione come FS 851.208-210).
Inoltre la Società Anonima Strade Ferrate Sovvenzionate (SFS), esercente la Ferrovia della valle Caudina (linea Benevento–Cancello), nel 1911 fece costruire dalle Officine Meccaniche sei locomotive identiche alle 851 FS.
Le FS suddivisero le proprie 851 in due sottogruppi: il primo comprendeva quelle costruite nel 1898 che, nel 1917, ricevettero la nuova numerazione 851.079-090 e 105-109 e il secondo tutte le altre.
La ripartizione delle unità fra i costruttori e la successione delle numerazioni è nella seguente tabella. La numerazione delle ex RA 2701-2772 fu mantenuta dalle ricostituite Strade Ferrate Meridionali (SFM), che tra il 1903 e il 1906 assunsero l'esercizio della Rete Adriatica in attesa della sua statalizzazione, avvenuta nel 1906.
| Numeri di matricola RA       | Numeri di matricola FS (1905) | Numeri di matricola FS (1919) | Costruttori                       | Date di consegna |
| ---------------------------- | ----------------------------- | ----------------------------- | --------------------------------- | ---------------- |
| 2732-2734                    | 8511-8513                     | 851.001-003                   | Ansaldo                           | 1901             |
| 2735-2740                    | 8514-8519                     | 851.004-009                   | Costruzioni Meccaniche di Saronno | 1904             |
| 2741-2750                    | 8520-8529                     | 851.010-019                   | Breda                             | 1904             |
| 2751-2755                    | 8530-8534                     | 851.020-024                   | Breda                             | 1904             |
| 2761-2772, SFM stessi numeri | 8535-8546                     | 851.025-036                   | Officine Meccaniche, Milano       | 1905             |
|                              | 8547-8572                     | 851.037-062                   | Officine Meccaniche, Milano       | 1907             |
|                              | 8573-8588                     | 851.063-078                   | Krauss-Maffei                     | 1906             |
| 2701-2712, SFM stessi numeri | 8589-8600                     | 851.079-090                   | Breda                             | 1898             |
| 2713-2718, SFM stessi numeri | 8601-8606                     | 851.091-096                   | Ansaldo                           | 1898             |
| 2719-2730, SFM stessi numeri | 8607-8618                     | 851.097-108                   | Ansaldo                           | 1900             |
| 2731, SFM stesso numero      | 8619                          | 851.109                       | Ansaldo                           | 1901             |
| 2756-2760, SFM stessi numeri | 8620-8624                     | 851.110-114                   | Breda                             | 1904             |
|                              | 8625-8648                     | 851.025-036                   | Costruzioni Meccaniche di Saronno | 1908             |
|                              | 8649-8668                     | 851.139-158                   | Officine Meccaniche, Napoli       | 1909             |
|                              | 8669-8698                     | 851.159-188                   | Costruzioni Meccaniche di Saronno | 1908             |
|                              | 8699, 85290-85307             | 851.189-207                   | Costruzioni Meccaniche di Saronno | 1910             |

Le unità 851.139-158 furono costruite dalle Officine Meccaniche nel loro stabilimento di Napoli.
Secondo il Briano nel 1906 erano in servizio 72 unità su un totale di 409 locomotive-tender presenti nel parco FS. Gian Guido Turchi, invece, scrive che nel 1906 le unità in esercizio erano 88, più altre 26 in costruzione.

## Modifiche

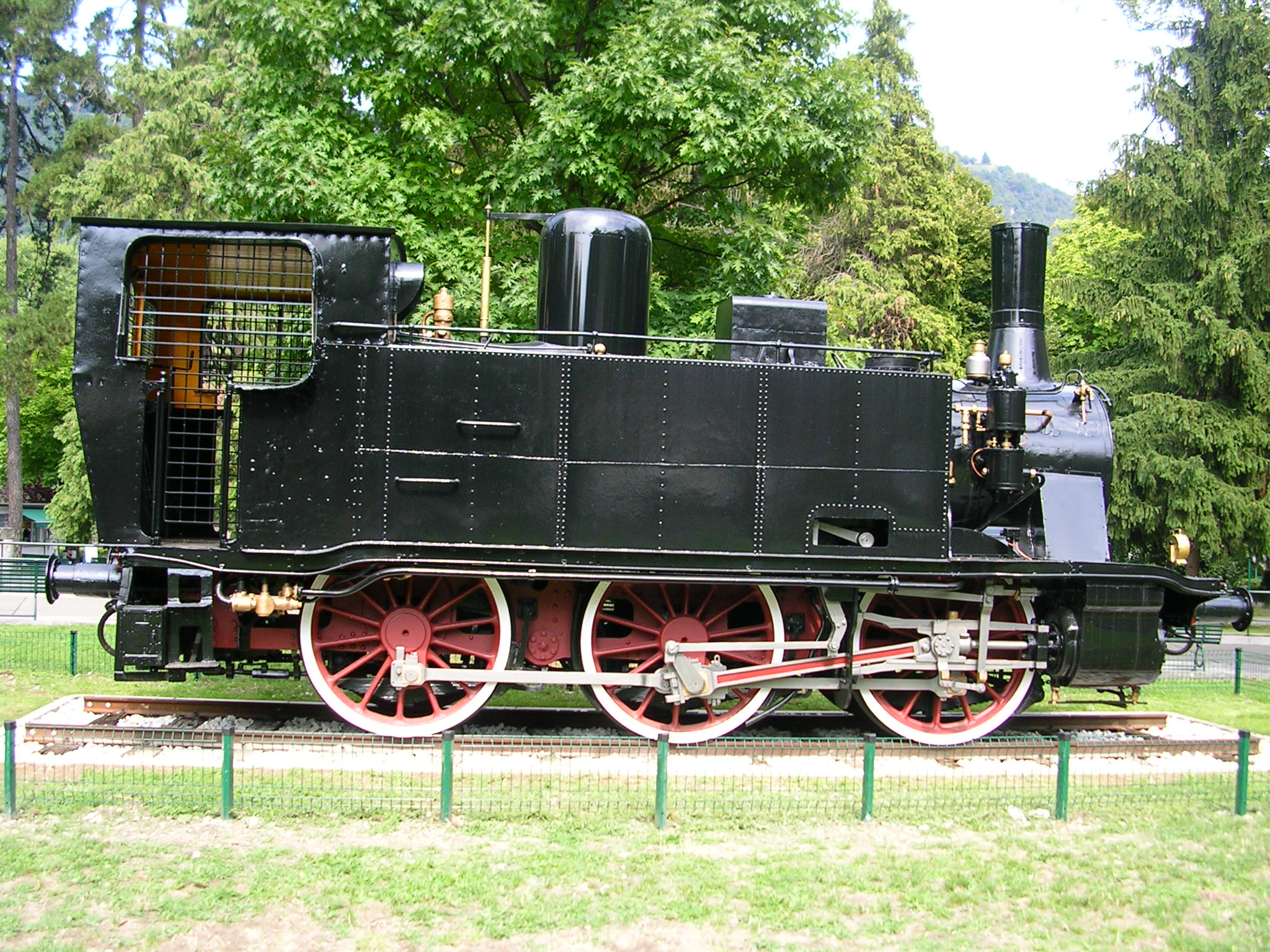
La locomotiva FS 851.186 esposta nei giardini pubblici di Como, agosto 2006. A destra, davanti alla cassa dell'acqua, è visibile il compressore monostadio di alimentazione del freno pneumatico (Westinghouse).

Diversamente dalle altre locomotive di rodiggio C pervenute alle FS nel 1905-1906) le 851, progettate per servizi di rinforzo sulle linee di valico, si dimostrarono sufficientemente potenti, veloci e versatili da potere espletare anche servizi di linea con treni viaggiatori diretti. Perciò le FS stabilirono che, in occasione delle grandi riparazioni, le loro caldaie fossero sostituite con quelle del gruppo 875, progettato nel 1911 per il traino di treni merci e viaggiatori su linee secondarie a scarso traffico.
Il montaggio sull'851.181 di una caldaia di 870, eseguito nell'Officina Grandi Riparazioni di Pietrarsa nel marzo 1930, fu probabilmente dovuto a necessità contingenti piuttosto che di sperimentazione.
Oltre alla sostituzione del freno a vuoto con quello ad aria compressa e a quella della caldaia, la modifica più importante subita da alcune 851 fu quella della predisposizione per la combustione mista (nafta e carbone). Ispirata dalla pratica d'esercizio con le locomotive del gruppo 736 lasciate in Italia dall'United States Transportation Corps, alimentate a nafta, essa fu studiata per ridurre il consumo di carbone (la nafta veniva usata per il servizio normale e il carbone per l'accensione e per il fuoco di stazionamento). Tra il 1947 e il 1948 almeno 122 locomotive di vari gruppi (835, R.302 e 27 unità del gruppo 851) furono così modificate a cura dell'Officina Grandi Riparazioni di Verona Porta Vescovo e dell'Officina Grandi Riparazioni di Rimini. Furono dislocate principalmente negli impianti di smistamento di Napoli, Bologna, Reggio di Calabria, Bari, Roma e Parma, e arrivarono quasi tutte con questa modifica fino alla radiazione.

## Esercizio

### Servizi
Le 851 espletarono i servizi per cui erano state progettate fino agli anni venti. Poi l'aumento delle composizioni dei treni e l'introduzione nel parco d'un numero crescente di carrozze a cassa metallica, insieme a quella delle locomotive del gruppo 940, suddivise fra i depositi di Sulmona e Campobasso, permise di ritirare le 851 da molti servizi di linea (in alcuni dei quali avevano dovuto essere impegnate in doppia e in tripla trazione a causa dell'aumento delle masse da trainare) e di assegnarle a quelli di manovra, specialmente nell'Italia centrale e meridionale. In essi ebbero modo di fare apprezzare le loro buone caratteristiche di potenza e di velocità massima, che grazie alla massa tutta aderente permettevano l'erogazione di prestazioni significative, migliori di quelle delle 835, anche nel regime di funzionamento tipico delle manovre.
Tra gli ultimi servizi di linea si cita quello al traino di treni passeggeri locali svolto sulla Rovigo-Chioggia fino al 1969 circa.
Le locomotive 851.011, 040, 121 furono noleggiate al Ministero della Marina dal 1939 fino a una data ignota.
Furono vendute le locomotive: 851.006 al Ministero della Marina nel 1935, 037 alla Breda nel 1939, 181 e 187 alla Società Italiana per le Strade Ferrate Meridionali nel 1930. Gian Guido Turchi aggiunge alle precedenti unità la 150, venduta ai Raccordi Ferroviari di Marghera nel 1943.

### Depositi

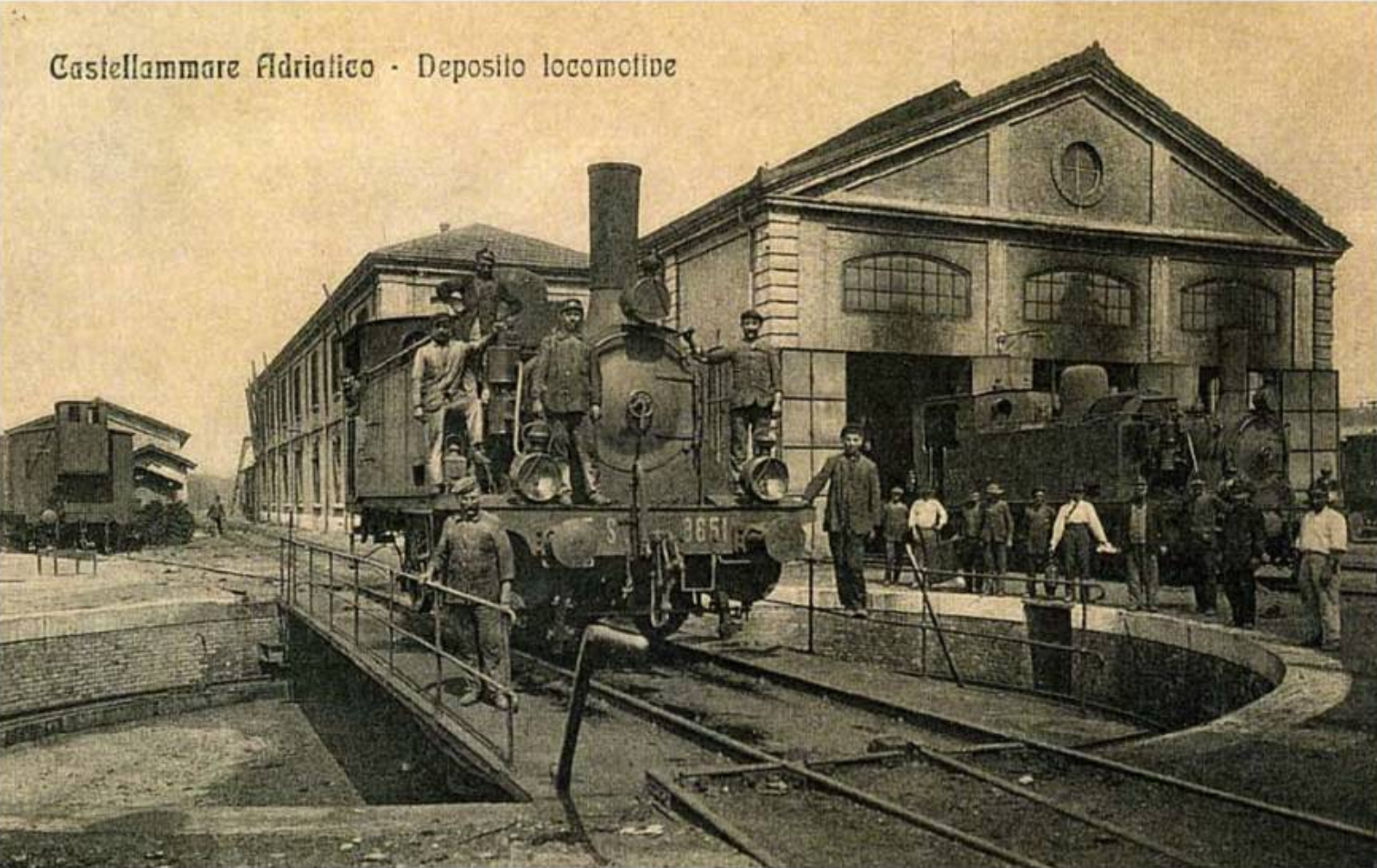
Due locomotive del gruppo 851 nel deposito locomotive di Castellammare Adriatico (poi Pescara). Sul ponte della piattaforma girevole l'unità 8651.

- Assegnazioni nel 1906: Antrodoco (11), Avellino (13), Salerno (4), Sulmona (22) e Tivoli (35). 3 erano in officina per grandi riparazioni o riparazioni speciali e 26 erano in costruzione[23].
- Assegnazioni nel 1910: Antrodoco (15), Avellino (38), Benevento (1), Catanzaro (16), Cosenza (10), Foggia (12) Roma Tuscolana (2), Salerno (9), Sulmona (49), Tivoli (39). 14 erano in officina e 1 in costruzione[23].
- Assegnazioni nel 1918: Brescia (19), Catanzaro (17), Cosenza (9), Foggia (16), Livorno (2), Roma San Lorenzo (15), Salerno (14), Sulmona (33), Taranto (11), Terni (24), Tivoli (29). 19 erano in officina[23].
- Assegnazioni nel 1929: Ancona (1), Bari (7), Barletta (4), Cassino (4), Catania (14), Catanzaro (5), Civitavecchia (9), Crotone (2), Fabriano (2), Foggia (41), Foligno (3), Lecce (3), Messina (11), Mestre (1), Orte (4), Palermo (12), Paola (6), Pescara (5), Reggio Calabria (7), Rimini (6), Siena (4), Sulmona (41), Taranto (6), Terni (5)[52].
- Assegnazioni nel 1934: Ancona (7), Bari (18), Bologna (8), Cassino (18), Catania (6), Catanzaro (3), Civitavecchia (3), Cosenza (2), Fabriano (1), Firenze (1), Foggia (20), Foligno (6), La Spezia (2), Lecco (1), Livorno (1), Messina (7), Mestre (23), Milano Centrale (13), Milano Smistamento (2), Orte (4), Palermo (13), Paola (3), Pescara (1), Pisa (4), Reggio di Calabria (7), Sulmona (20), Taranto (9)[52].
- Assegnazioni nel 1940: Ancona (12), Bari (15), Bologna (25), Cagliari (3), Caltanissetta (1), Catania (4), Catanzaro (2), Civitavecchia (1), Cosenza (1), Firenze (8), Foggia (10), Foligno (7), Lecco (8), Livorno (5), Mantova (2), Messina (7), Mestre (7), Milano Centrale (1), Napoli (8), Palermo (7), Paola (1), Pescara (6), Pisa (7), Reggio di Calabria (6), Rimini (3), Sassari (3), Savona (7), Sulmona (14), Taranto (1), Trieste (1), Udine (9), Venezia (2), Verona (5)[52].
- Assegnazioni nel 1951: Ancona (12), Bari (17), Bologna Centrale (22), Brescia (4), Cagliari (2), Caltanissetta (5), Castelvetrano (2), Catanzaro (4), Catania (1), Fabriano (2), Foggia (12), Foligno (6), Mestre (7), Napoli (10), Padova (13), Palermo (13), Paola (5), Pescara (5), Pistoia (4), Reggio di Calabria (7), Sassari (4), Savona (3), Udine (7), Verona (1), Voghera (1)[53].
- Assegnazioni nel 1959: Ancona (8), Bologna San Donato (16), Caltanissetta (7), Castelvetrano (3), Catanzaro (3), Cosenza (4), Foligno (10), Padova (10), Palermo (11), Paola (5), Pescara (3), Reggio di Calabria (8), Rimini (4), Siracusa (3)[54][Nota 21].
- Assegnazioni nel 1969: Bologna (6), Padova (1)[55][Nota 22]
- Assegnazioni nel 1971: Alessandria (1), di cui 1 accantonata; Bologna Centrale (1), di cui 1 accantonata; Bologna San Donato (3), di cui 1 accantonata; Caltanissetta (1); Genova Rivarolo (1), di cui 1 accantonata; Lecco (1), di cui 1 accantonata; Paola (1), di cui 1 accantonata; Verona (1), di cui 1 accantonata[56].

## Conservazione museale

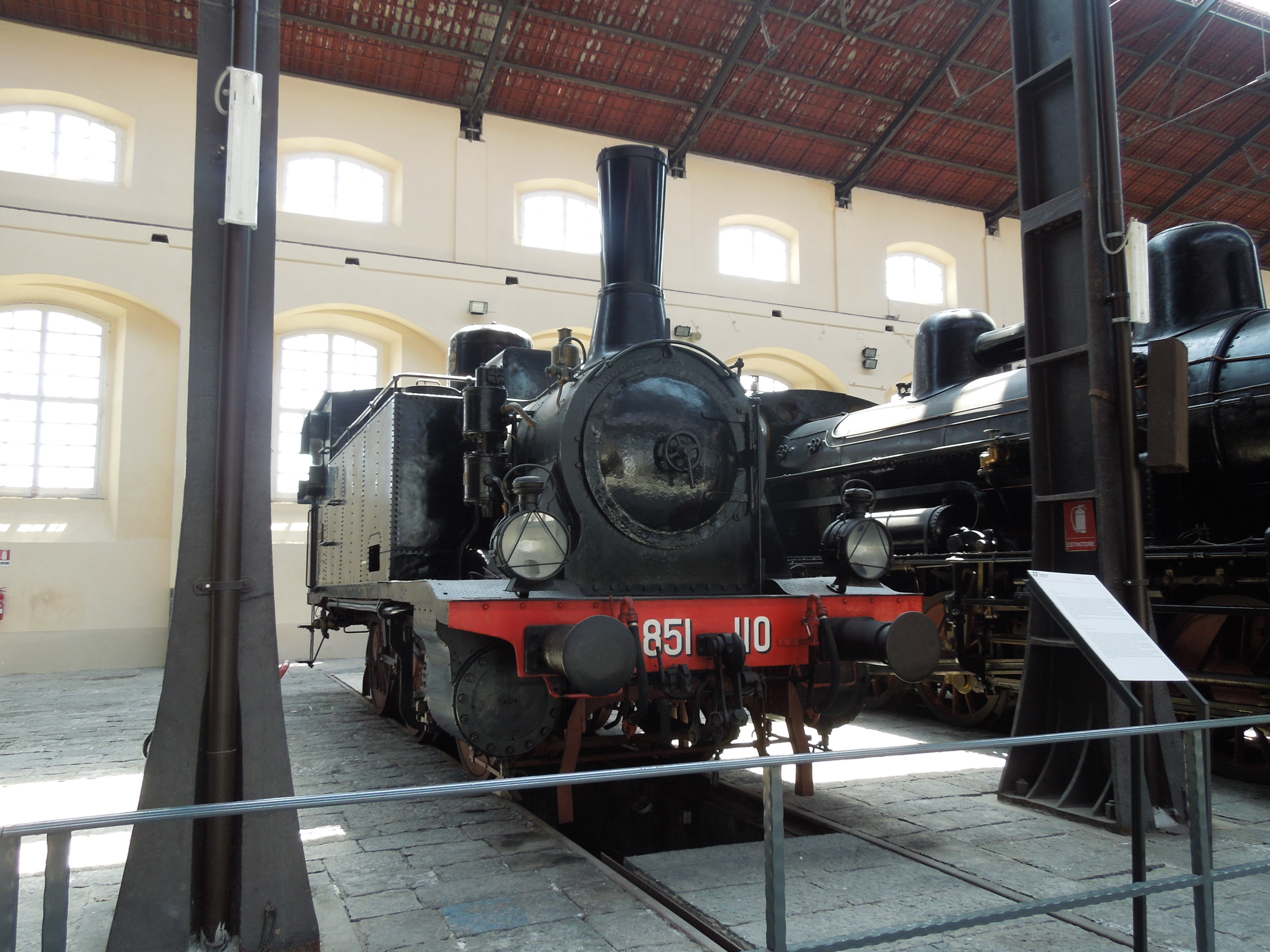
La locomotiva FS 851.110 conservata nel Museo nazionale ferroviario di Pietrarsa, 2 agosto 2012

La longevità del gruppo, dovuta alle sue qualità, favorì i sostenitori della conservazione di alcune sue unità.
La locomotiva 851.110, restaurata dall'officina del deposito locomotive di Bologna Centrale, è conservata nel Museo nazionale ferroviario di Pietrarsa.
Altre sono conservate presso privati o in giardini pubblici. 
Nel 1992 la situazione era la seguente:

851.043 in consegna al Centro per la storia delle ferrovie e tramvie, Bologna; 057 monumento a Osnago; 066 presso l'Impresa Furlanis, Fossalta di Portogruaro; 074 di proprietà dell'Associazione Treni Storici Emilia-Romagna-Adriavapore a Rimini; 103 monumento nel Museo Bersano di Nizza Monferrato; 105 monumento a Faenza; 112 monumento a Mestre, sede del Gruppo Fermodellistico Mestrino; 113 monumento a Bitonto; 130 monumento a Rapallo; 186 monumento a Como; 203 a Bologna Centrale in attesa di trasferimento a Guastalla per monumentazione.
Nel 2013 la situazione era la seguente:

851.036 monumento a Laghi di Sibari; 043 di proprietà dell'associazione Amici della Ferrovia Suzzara-Ferrara a San Benedetto Po; 851.057 di proprietà dell'associazione Gruppo ALe 883 a Tirano; 066 di proprietà dell'Impresa Furlanis a Fossalta di Portogruaro; 074 di proprietà dell'Associazione Treni Storici Emilia-Romagna-Adriavapore a Rimini; 097 monumento a Ponton di Domegliara; 103 monumento a Nizza Monferrato; 105 monumento a Faenza; 112 monumento a Mestre; 113 monumento a Palagianello; 130 monumento a Rapallo; 186 monumento a Como; 203 monumento a Novafeltria.
Nel 2016 la situazione era invariata, con l'eccezione delle unità 036, demolita al principio del 2015, e 203, spostata a Perticara.

## Riproduzioni modellistiche
Modelli delle locomotive 851 FS sono stati prodotti da diverse ditte specializzate tra cui la Rivarossi a partire dal 1964. Modelli completamente nuovi, in scala H0, sono stati immessi sul mercato nel 2016 da parte delle ditte LE Models, Hornby (sotto il marchio Lima) e OsKar.

### Riferimenti
1. ↑  Damen et al., p. 76.
2. ↑  Greggio, p. 138.
3. ↑  Abate, pp. 718-731.
4. 1 2 3 4 5 6 7  Cornolò, p. 489.
5. 1 2  Riccardi, 2008, p. 27.
6. 1 2 3 4 5 6 7 8  Turchi, p. 18.
7. 1 2  Pedrazzini, p. 54.
8. 1 2 3 4 5 6  Ferrovie dello Stato. Direzione generale. Servizio Trazione, Album, cit., tav. 158.
9. 1 2  Riccardi, 2008, pp. 27-28.
10. 1 2 3 4  Turchi, p. 19.
11. 1 2 3 4 5 6 7 8  Ferrovie dello Stato. Direzione generale. Servizio Trazione, Album, cit., tav. 157.
12. ↑  Cornolò, pp. 38-44.
13. ↑  Nascimbene e Riccardi, 2005, pp. 6-13.
14. ↑  Pedrazzini, pp. 54-56.
15. 1 2 3  Riccardi, 2008, pp. 28-29.
16. 1 2  Turchi, pp. 18-19.
17. ↑  Diegoli, pp. 671-680.
18. ↑  Diegoli, pp. 674-675.
19. ↑  Cornolò, p. 36.
20. ↑  Zeta-Zeta [Bruno Bonazzelli], L'album delle locomotive, in HO Rivarossi, 10 (1963), n. 57, p. 20.
21. 1 2  Cornolò, p. 461.
22. ↑  Abate, p. 721.
23. 1 2 3 4  Riccardi, 2008, p. 29.
24. 1 2 3 4 5  Ferrovie dello Stato. Direzione generale. Servizio Trazione, Album, cit., tavv. 157-158.
25. 1 2  Riccardi, 2008, p. 28.
26. ↑  Zeta-Zeta [Bruno Bonazzelli], L'album delle locomotive, in HO Rivarossi, 10 (1963), n. 58, p. 26.
27. ↑  Cornolò, pp. 164-167, 600-603.
28. ↑  Cornolò, pp. 489-491, 600-603.
29. ↑  Ferrovie dello Stato, Prefazione, p. 267.
30. 1 2 3 4  Kalla-Bishop, p. 86.
31. 1 2 3  Turchi, p. 21.
32. ↑  Turchi, p. 23.
33. 1 2  Riccardi et al., 2013, p. 324.
34. ↑   Adriano Betti Carboncini, Siena rilancia la ferrovia: riaperta all'esercizio la ferrovia per Buonconvento e Monte Antico, in I treni oggi, n. 1, 1980,  pp. 32-36.
35. ↑  Cornolò, pp 490-491.
36. 1 2 3 4  Turchi, p. 22.
37. ↑  Riccardi et al., 2011, p. 285.
38. ↑  Riccardi et al., 2013, pp 327-332
39. ↑  Briano, p. 138.
40. ↑  Cornolò, pp. 33-34.
41. ↑  Ferrovie dello Stato. Direzione generale. Servizio Materiale e Trazione, Album, cit., prospetti 124 e 125.
42. ↑  Cornolò, p. 499.
43. ↑  Stefano Patelli, Patrizio Mezzetti, I rotabili delle Ferrovie dello Stato italiane dalle origini al 2000, Firenze, Stefano Patelli, 2000, p. 66.
44. ↑  Nascimbene e Riccardi, 1995, p. 14.
45. ↑  Aldo Riccardi, Locomotive FS a combustione mista, in Tutto treno, 15 (2004), n. 176, pp. 16-21.
46. ↑  Cornolò, p. 490.
47. ↑  Nascimbene e Riccardi, 2005, p. 36.
48. ↑  Riccardi, 2008, p. 30.
49. ↑  Marco Cacozza, Fotoalbum. Bologna anni Sessanta, in Tutto treno & storia, (2010), n. 24, p. 9.
50. 1 2  Turchi, p. 25.
51. ↑  Riccardi, 2008, p. 34, 39.
52. 1 2 3 4  Riccardi, 2008, p. 34.
53. ↑  Nascimbene e Riccardi, 1995, p. 97.
54. ↑  Nascimbene e Riccardi, 1995, p. 98.
55. ↑  Riccardi, Il crepuscolo, cit., p. 34.
56. ↑  Aldo Riccardi, Vapore: le ultime fumate, in Ferrovie italiane dal 1971 al 1980, Albignasego, Duegi, 1992, p. 55.
57. ↑  Ferrovie dello Stato, Museo, pp. 62-63.
58. ↑   Franco Castiglioni, Vapore 1992, Torino, Gulliver, 1992,  pp. 87-88.
59. ↑  Marini, p. 5.
60. ↑  Catalogo generale di vendita 1963-64, Como, Rivarossi, 1963, p. 12.
61. ↑  Rivarossi memory, Locomotiva a Vapore 0-3-0 Gr. 851.
62. ↑  Prove, pp. 42-45.
63. ↑  HME, p. 49.
64. ↑  Hobby, pp. 15, 34-36.
65. ↑  La 851.124, pp. 60-62.
66. ↑  Hobby, pp. 50-51.
67. ↑  Hobby, p. 48.
68. ↑  Hobby, pp. 15, 38-39.
69. ↑  Hobby, p. 53.
70. ↑  HME, p. 50.
71. ↑  Hobby, p. 15.

### Fonti a stampa
- Carlo Abate, La locomotiva a vapore, Milano, Hoepli, 1924.
- Pietro Accomazzi, Nozioni elementari sulla locomotiva delle strade ferrate, 7ª ed., Torino-Genova, Lattes, 1923.
- Guido Corbellini, Il cinquantenario delle Ferrovie dello Stato, in Ingegneria Ferroviaria, vol. 10, n. 5-6, 1955,  pp. 333-528.
- Manlio Diegoli, La trazione a vapore, in Ingegneria Ferroviaria, vol. 16, n. 7-8, 1961,  pp. 671-680, ISSN 0020-0956 (WC · ACNP).
- Ferrovie dello Stato. Servizio centrale X Trazione e materiale. Ufficio studi e collaudi, Tipi del materiale rotabile in costruzione nel 1905-1906, Firenze, Ferrovie dello Stato, 1906, tav. 17.
- Ferrovie dello Stato. Direzione generale. Servizio Trazione, Album dei tipi delle locomotive ed automotrici, Firenze, Ferrovie dello Stato, 1915, tav. 157 e 158.
- Ferrovie dello Stato. Direzione generale. Servizio Materiale e Trazione, Album dei tipi delle locomotive ed automotrici. Aggiornato al 31 dicembre 1922, Appendice II, Firenze, Ferrovie dello Stato, 1923, prospetti 124 e 125.
- Ferrovie dello Stato. Divisione autonoma Relazioni Aziendali, Museo Nazionale Ferroviario di Napoli Pietrarsa. Riuso musealistico delle antiche officine borboniche, Roma, Ferrovie dello Stato, 1982,  pp. 62-63.
- Ministero delle Comunicazioni. Ferrovie dello Stato. Scuole Aiuto macchinisti, Nozioni di cultura professionale, vol. 2, parte 1, La locomotiva a vapore, Firenze, Soc. an. stab. tipografico già G. Civelli, 1940.
- Ministero dei Trasporti e dell'Aviazione Civile e Ferrovie dello Stato, Prefazione generale all'orario di servizio, Roma, edizione 1963.
- Giuseppe Vicuna, Organizzazione e tecnica ferroviaria, Roma, Collegio Ingegneri Ferroviari Italiani, 1968,  pp. 348, 350.

### Storiografia e complementi
- Prove e misure. Locomotiva FS 851. Le Models H0, in I treni, vol. 37, n. 397, 2016,  pp. 42-45, ISSN 0392-4602 (WC · ACNP).
- Hobby Model Expo 40ª edizione, in I treni, vol. 37, n. 397, 2016,  pp. 46-60, ISSN 0392-4602 (WC · ACNP).
- Hobby Model Expo 2016, in Mondo ferroviario, vol. 30, n. 348, 2016,  pp. 12-52, ISSN 0394-8854 (WC · ACNP).
- La 851.124 di LE Models, in Mondo ferroviario, vol. 30, n. 348, 2016,  pp. 60-62, ISSN 0394-8854 (WC · ACNP).
- HME 2016 Talk Show, in Tutto treno, vol. 28, n. 312, 2016,  pp. 45-66, ISSN 1124-4232 (WC · ACNP).
- Italo Briano, Storia delle ferrovie in Italia, vol. 2° La tecnica 1, Milano, Cavallotti, 1977,  pp. 96-97, 104, 138, 181.
- Augusto Carpignano, La locomotiva a vapore. Viaggio tra tecnica e condotta di un mezzo di ieri, Savigliano, L'artistica editrice, 2008, ISBN 978-88-7320-191-5.
- Giovanni Cornolò, Locomotive a vapore FS, 2ª ed., Parma, Ermanno Albertelli, 1998,  pp. 489-491, ISBN 88-85909-91-4.
- Alcide Damen, Valerio Naglieri, Plinio Pirani, Treni di tutto il mondo. Italia. Locomotive a vapore, Parma, Ermanno Albertelli, 1971,  pp. 75-76.
- Luciano Greggio, Le locomotive a vapore. Modelli di tutto il mondo dalle origini ad oggi con dati tecnici, Milano, Mondadori, 1997,  pp. 138, 240-241.
- (EN) Peter Michael Kalla-Bishop, Italian State Railways steam locomotives, Abingdon, R. Tourret, 1986,  pp. 86-87, ISBN 0-905878-03-5.
- Paolo Marini, Locomotive a vapore oggi, in I treni, vol. 34, n. 365, 2013,  pp. 1-8, inserto centrale, ISSN 0392-4602 (WC · ACNP).
- Domenico Molino, Le locomotive che diventarono da manovra, in Italmodel ferrovie, vol. 27, n. 179, 1975,  pp. 21-25.
- Angelo Nascimbene, Aldo Riccardi, FS anni '50, prima parte Trazione a vapore e Diesel, Albignasego, Duegi, 1995, ISSN 1124-4232 (WC · ACNP).
- Angelo Nascimbene, Aldo Riccardi, 1905-2005. Cento anni di locomotive a vapore delle Ferrovie dello Stato, Albignasego, Duegi, 2005, ISSN 1124-4232 (WC · ACNP).
- Claudio Pedrazzini, Ricordo delle locomotive F.S. Gr. 851. Prima parte, in Mondo ferroviario, vol. 30, n. 348, 2016,  pp. 54-59, ISSN 0394-8854 (WC · ACNP).
- Giancarlo Piro, Giuseppe Vicuna, Il materiale rotabile motore, Roma, Collegio Ingegneri Ferroviari Italiani, 2000,  pp. 25-31.
- Aldo Riccardi, Locomotive FS a combustione mista, in Tutto treno, 15 (2004), n. 176, pp. 16–21. ISSN 1124-4232 (WC · ACNP).
- Aldo Riccardi, Il crepuscolo degli dei, in Ferrovie italiane anni sessanta, Albignasego, Duegi, 2000, pp. 22–34. ISSN 1124-4232 (WC · ACNP).
- Aldo Riccardi, Le eclettiche Gruppo 851, in Tutto treno, vol. 21, n. 217, 2008,  pp. 26-39, ISSN 1124-4232 (WC · ACNP).
- Aldo Riccardi, Marco Sartori, Marcello Grillo, Locomotive a vapore in Italia. Dalle tre reti alle FS. 1885-1905, Firenze, Pegaso, 2011,  pp. 285-289, ISBN 978-88-95248-38-7.
- Aldo Riccardi, Marco Sartori, Marcello Grillo, Locomotive a vapore in Italia. Ferrovie dello Stato. 1905-1906, Firenze, Pegaso, 2013,  pp. 324-342, ISBN 978-88-95248-40-0.
- Gian Guido Turchi, Gruppo 851 FS: non solo manovre, in I treni, vol. 37, n. 397, 2016,  pp. 18-25, ISSN 0392-4602 (WC · ACNP).